# エキサイトバイク64
『エキサイトバイク64』（EXCITEBIKE 64）は2000年6月23日に任天堂が発売した、レースゲーム。NINTENDO 64対応のROMカセットで発売された。アメリカでは同年4月30日、ヨーロッパでは2001年6月8日に発売。ファミリーコンピュータ等で発売された『エキサイトバイク』の続編だが、ゲームシステムは大幅に異なり、3Dのコースを主観視点で走るゲームとなっている。開発はレフトフィールドというアメリカの会社が担当している。

## 概要
基本的には3Dで表現されたバイクに乗り、6人の個性的なライダーを選び、3Dで表現されたコースを走るレースゲームである。最大4人まで参加でき、対戦もできる。
クイックターンやドリフトなど3Dスティックの傾け加減とボタン操作で、曲がり方が多彩になった。ジャンプ中は重心を変えることで飛距離の調節が可能。
コースは前作同様起伏に富んだ物となっており、ジャンプ時には着地時の制御が重要なポイントとなる。普通のレースゲームとしてだけでなく、バイクに乗ったままサッカーをプレイするというモードもある。前作同様、コースエディットもでき、自由なプレイが楽しめる。
本作ではファミコン版の様なターボを使用できる（ジャンプ直前および着地時にタイミングよく使用すると効果が上がる）ほか、空中にいる際はスタントを決めることも可能。
2017年6月21日よりWii Uバーチャルコンソールにて配信開始。また、2023年8月30日より『NINTENDO 64 Nintendo Classics』にて配信開始。

## モード

### 基本モード
- チャンピオンシップ（1人用）

6人のライダーで優勝を競うモード。
- エキシビジョンレース（1-4人用）

好きなコースを選んで対戦するモード。
- タイムアタック（1人用）

ベストタイムを目指すモード。

### スペシャルコース
- 砂漠（1人用）

砂漠のどこかにあるたき火を消していくモード。目標への大まかな方向は表示されるが、砂漠の起伏が激しいため黒煙を見逃すことも。
- スタントコンテスト（1-2人用）

スタントを決めて得点を競うモード。
- 元祖エキサイトバイク（1人用）

旧作のエキサイトバイク（ファミリーコンピュータ版）が収録されており、遊ぶ事ができる。
- サッカー（2人または4人用）

バイクに乗ってサッカーをプレイするモード。
- ヒルクライム・ダウンヒル（1-2人用）

制限時間内に山の頂上、麓を目指すモード。急勾配、ジャンプを誘発する地形になっており、加えて端の奈落に落ちないようにすすめなければならない。
- エキサイトバイク3D（1人用）

元祖エキサイトバイクの様な地形を再現した、直線のコースを走るモード。

### その他のモード
- コースエディター（1-4人用）

自由にコースをエディットできるモード。作ったコースでプレイする事ができる。4人まで対戦できる。